# Gugh
Gugh (cornico Keow, file di siepi) si potrebbe descrivere come la sesta isola abitata dell'arcipelago delle Isole Scilly, ma è solitamente conteggiata assieme a St Agnes, alla quale è unita da un tombolo di sabbia detto "The Bar" durante le basse maree. L'isola è lunga solamente 1 km e larga circa 0,5; la massima elevazione è Kittern Hill, alta 34 m. Dal punto di vista geologico è costituita da granito ercinico con sottili suoli podzolici nei terreni più elevati e suoli sabbiosi più profondi nei terreni più bassi. L'antica fattoria di Gugh si trova immediatamente a nord della strozzatura al centro dell'isola, tra le due colline; le due case furono progettate e costruite negli anni venti del XX secolo da un certo Cooper.
L'isola è compresa nella "Heritage Coast" e nell'"Area di Eccezionale Bellezza Naturale" delle Isole Scilly ed è gestita dall'"Isles of Scilly Wildlife Trust". La copertura vegetale è costituita principalmente da bassa brughiera o da intrichi di felci e rovi, con una piccola superficie di prateria costiera cresciuta sulla sabbia accumulata dal vento lungo il tombolo.

## Storia
Le prime tracce di insediamenti umani su Gugh sono costituite da due gruppi di tombe a camera e di tumuli dell'Età del Bronzo. Le tombe a camera sono monumenti funebri o rituali, mentre i tumuli hanno funzioni funebri. La scarsità di ritrovamenti, probabilmente dovuta all'acidità dei suoli che ha distrutto ogni testimonianza, rende difficile la datazione dei monumenti, ma alcuni reperti ceramici permettono di datarli alla fine del periodo Neolitico o alla prima Età del Bronzo. Su Kittern Hill si trovano cinque tombe a camera, una delle quali, Obadiah's Barrow, fu scavata nel 1901 da George Edward Bonsor Saint Martin, che vi ritrovò "ossa disarticolate non combuste". Esiste anche un raggruppamento di quattordici tumuli collegati a muretti confinari di epoca preistorica, sebbene la relazione tra i tumuli e i muretti non sia stata chiarita.

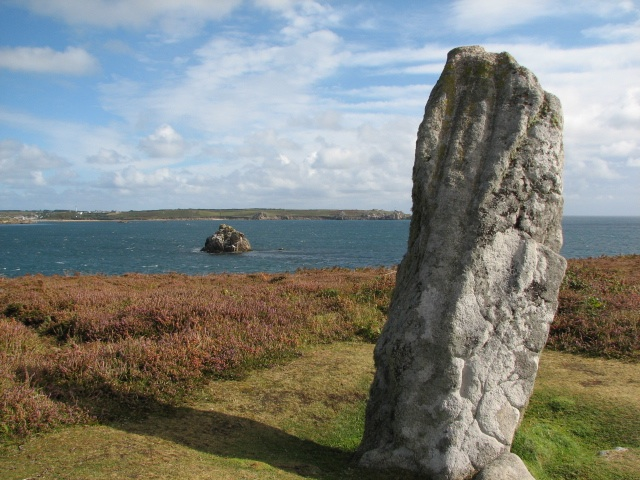
Old Man of Gugh

Il solo menhir rinvenuto sulle Isole Scilly è l'Old Man of Gugh, una pietra eretta alta 2,7 metri alle pendici di Kittern Hill, alla quale tuttavia non sono associati ulteriori ritrovamenti. Nella parte meridionale di Gugh si trova un altro raggruppamento di diciannove tumuli e un sistema di campi, nonché altre due tombe a camera. All'epoca della Guerra civile inglese, una batteria di artiglieria venne costruita su una delle tombe a camera e la relativa camera venne adibita a magazzino per le munizioni. Strutture di difesa risalenti alla Guerra Civile sono presenti lungo tutta la linea di costa delle Isole Scilly, con lo scopo di contrastare i tentativi di invasione provenienti dal mare aperto.
Sono state individuate due fosse per la bruciatura delle alghe, una sul fianco nord-orientale di Kittern Hill e la seconda in località Tol Tuppens. La bruciatura delle alghe fu introdotta nel 1684 su Teän dalla signora Nance, allo scopo di ottenere carbonato di sodio per la produzione di vetro, e venne praticata fino al 1835. Questo procedimento era in grado di produrre solo il 2-3 per cento di carbonato di sodio e, nel corso del XIX secolo, la scoperta di metodi più efficienti dal punto di vista commerciale e industriale ne determinò la cessazione.
Una parte di Gugh è classificata come monumento di importanza nazionale ed è stata raccomandata la classificazione dell'intera isola.

## Storia naturale
L'isola è stata classificata come "Sito di Speciale Interesse Scientifico" (SSSI) per la prima volta nel 1976; la notifica è stata confermata nel 1981 e nel 1986. Il SSSI copre un'area di 36,6 ettari, di cui 35,3 sono stati dichiarati "a rischio di ripresa" in occasione dell'ultima verifica del 30 luglio 2010. 
"Sebbene il complesso di piante vascolari non sia a rischio, l'habitat di brughiera soggetto a notifica è registrato come a rischio di ripresa. Le specie di piante vascolari sono tutte presenti all'interno di habitat idonei, a eccezione dell'ofioglosso delle Azzorre (Ophioglossum azoricum), che non è stato più segnalato all'interno del sito dal 1986, nonostante il sito appaia idoneo alla specie e venga pertanto classificato come non a rischio".
La classificazione come sito 'a rischio' è motivata dall'eccessiva copertura di rovi (Rubus fruticosus) e di pitosfori (Pittosporum) e la brughiera di Kittern Hill è meno interessante che nel resto dell'isola. Probabilmente ciò è dovuto a un incendio sulla collina nel 1972, con una conseguente minor presenza di cladonie (una specie di lichene). Il pitosforo richiede un'urgente azione di controllo e sull'isola sarebbe opportuna la reintroduzione della pratica del pascolo, perché possa ritornare a condizioni favorevoli. Un ulteriore problema è costituito dalla recente realizzazione di labirinti di pietre, pratica questa che andrebbe scoraggiata.

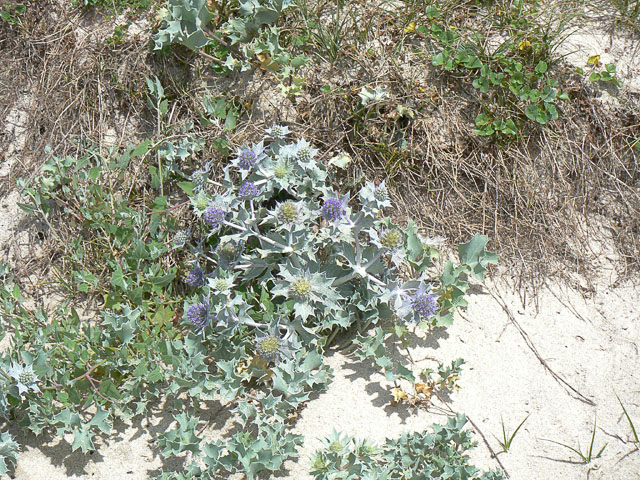
Calcatreppola marittima a Gugh

### Flora
La vegetazione di Gugh è per lo più costituita da basse brughiere marittime o da dense popolazioni di ginestre e felci. le tre specie più diffuse nelle aree di brughiera sono il brugo (Calluna vulgaris), l'erica cinerina (Erica cinerea) e la ginestra occidentale (Ulex gallii). Immediatamente al di sopra del tombolo si trova una piccola area di prateria tipica delle dune, che si mescola alla prateria marittima lungo la linea di costa. Sul piccolo sistema di dune crescono la sofora (Trifolium occidentale), la calcatreppola marina (Eryngium maritimum), l'euforbia marittima (Euphorbia paralias), la dolce vita (Euphorbia portlandica), il timo a peli variabili (Thymus polytrichus) e il vilucchio marittimo (Calystegia soldanella). La strozzatura dell'isola tra le due colline, dove sorgeva la fattoria, ospita una flora insolita. Tra dense distese di felci crescono la castagnola (Scrophularia scorodonia), assente nel resto dell'isola, e una rosa gialla da coltivazione non identificata. Un'altra specie eteroctona, il Rumex frutescens, cresce sul bordo di una buca nella sabbia originariamente utilizzato come serbatoio per l'acqua. Prima del 1933, i campi sottostanti le due case venivano fertilizzati con shoddy, un concime ad alto contenuto di nitrati derivante dall'industria della lana. All'interno di questi campi è possibile trovare la viperina azzurra (Echium vulgare), la Melilotus officinalis e la reseda bionda (Reseda lutea). Si ritiene che tutte queste specie siano erbe arabili importate. Negli anni sessanta del XX sec. la "strozzatura" era un prato d'erba ben rasato, ma a seguito della mixomatosi la zona è stata interessata a una crescita incontrollata di felci e rovi.
Nel mese di ottobre del 1972 un incendio su Kittern Hill bruciò il sottile strato di suolo torboso fino al sottostante strato di granito. Sono ancora oggi visibili pietre biancastre e steli di ginestra anneriti e la vegetazione non si è ancora ripresa ai livelli delle brughiere marine tipiche delle Isole Scilly. La brughiera si trova sulle colline in entrambi i lati della "strozzatura" e nella parte meridionale dell'isola è possibile trovare una pianta di scarsa diffusione nel Regno Unito, l'uccellina pennata (Ornithopus pinnatus), nonché rare specie di licheni come la Lobaria pulmonaria e il Teloschistes flavicans.

#### Piante rare
- Rumice delle rocce (Rumex rupestris), scoperto sull'isola nel 1893 da John Ralfs[8], ancora presente negli anni sessanta del XX secolo ma oggi estinto.
- Ofioglosso delle Azzorre (Ophioglossum azoricum) non è più stato osservato almeno dalla metà degli anni ottanta. In precedenza cresceva sulla costa orientale tra Carn Kimbra e Point Witcher.[3] Si tratta dell'unica area all'interno del SSSI classificata come "favorevole".
- Migliarina a quattro foglie (Polycarpon tetraphyllum), registrata da Lousley nel 1939 e 1940.[9]

### Fauna
Nel mese di luglio del 1924, W. N. Blair catturò un toporagno che non conosceva e ne mandò un campione al British Museum all'attenzione di Martin Hinton, che lo identificò come una crocidura minore (Crocidura suaveolens), nota anche come "toporagno delle Scilly". Gli altri mammiferi presenti su Gugh sono il gatto selvatico, il coniglio selvatico europeo (Oryctolagus cuniculus), il ratto norvegese (Rattus norvegicus) e probabilmente il topo comune (Mus musculus).
I conigli sono a oggi i soli animali brucanti dell'isola; negli anni sessanta del XX sec. la mixomatosi ne ha decimato la popolazione, con conseguente aumento della macchia in alcune zone dell'isola, in particolare nella "strozzatura": qui per alcuni anni i cuculi (Cuculus canorus) sono stati attratti dall'abbondanza di lepidotteri della specie Arctia caja e da altri grossi bruchi. In alcuni anni si è registrato un numero di larve di Arctia caja pari a 90 per metro quadrato! Gli ultimi animali brucanti hanno lasciato l'isola nel 1974 e l'ente Natural England ha in progetto di reintrodurli al fine di contrastare le conseguenze della macchia e della densa crescita erbosa che ricopre alcune zone dell'isola. A causa della carenza di cobalto nel suolo, la dieta degli animali brucanti dovrebbe prevedere degli integratori.
Nella zona meridionale dell'isola nidificano grandi colonie di zafferani (Larus fuscus) e di gabbiani reali nordici (Larus argentatus), ma anche popolazioni più esigue di mugnaiacci (Larus marinus). La berta minore atlantica (Puffinus puffinus), l'uccello delle tempeste europeo (Hydrobates pelagicus) e il gabbiano tridattilo (Rissa tridactyla) non nidificano più sull'isola.
Per proteggere e favorire la crescita degli uccelli marini dell'isola e difendere l'isola di Annet (importante sito di riproduzione) da una nuova invasione di ratti, è stato condotto uno studio di fattibilità per valutare la possibilità di debellare i ratti dalle Isole Scilly. Un saggio di derattizzazione condotto in inverno su St Agnes e Gugh ha dimostrato che la popolazione di ratti norvegesi su queste isole ammonta a 3.300 esemplari. Si è scoperto che i ratti hanno una dieta molto varia, che include le crocidure minori, ritrovate nei residui della digestione del 18% dei ratti catturati. Inoltre, il numero di crocidure risulta essere superiore nelle aree in cui i ratti sono tenuti sotto controllo: un'ulteriore indicazione che i ratti hanno un'influenza sulla loro popolazione. Il saggio dimostrato che la derattizzazione è fattibile e che comporterebbe rilevanti benefici, in quanto la presenza dei ratti scoraggia la nidificazione delle berte minori atlantiche e degli uccelli delle tempeste europei su St Agnes e Gugh.

#### Uccelli rari
- Un'aquila di mare dalla coda bianca (Haliaetus albicilla) con un'apertura alare di 2,29 m fu uccisa su Gugh nel mese di novembre del 1909.[11][13]
- Un'aquila di mare dalla coda bianca fu osservata sulle Isole Scilly (e a Bosigran, nei pressi di Zennor in Cornovaglia) a partire dall'aprile del 1947. Si ritenne che facesse base su Gugh, dove una volta venne osservata mentre mangiava un marangone dal ciuffo (Phalacrocorax aristotelis).[14]